# Рудник-над-Сяном
Ру́дник-над-Ся́ном (пол. Rudnik nad Sanem, до 1998 року Rudnik) — місто в південно-східній Польщі, на річці Сян.
Належить до Ніжанського повіту Підкарпатського воєводства.

## Демографія
Демографічна структура станом на 31 березня 2011 року:
|          | Загалом | Допрацездатний вік | Працездатний вік | Постпрацездатний вік |
| -------- | ------- | ------------------ | ---------------- | -------------------- |
| Чоловіки | 3342    | 693                | 2309             | 340                  |
| Жінки    | 3539    | 610                | 2140             | 789                  |
| Разом    | 6881    | 1303               | 4449             | 1129                 |